# Octave Crouzon
Octave Crouzon, fulde navn Louis Edouard Octave Crouzon (født 29. september 1874 i Paris, død 16. september 1938) var en fransk neurolog. 
Crouzon specialiserede sig i arvelige neurologiske sygdomme. Crouzon var den første til at beskrive en tilstand han kaldte "craniofacial dysostosis", som er en genetisk sygdom, der resulterer i abnorme ansigsttræk. I dag kendes sygdommen som Crouzons syndrom.